# Филип фон Кронберг
Филип фон Кронберг (на немски: Philipp von Kronberg, Herr zu Sauerburg; † 4 август 1510) е благородник от рицарския род Кронберг (в Таунус) и господар на замък Зауербург в Рейнланд-Пфалц.
Той е син на Йохан (Ханс) фон Кронберг (* 3 април 1426; † 22 октомври 1488), байлиф на Опенхайм, и съпругата му Катарина фон Райфенберг († 25 февруари 1479), дъщеря на Валтер фон Райфенберг, байлиф на Хатщайн († 1477/1479) и Катарина Мертц фон Крюфтел(† 1473). Внук е на Филип IV 'Млади' фон Кронберг (1397 – 1477), байлиф на Епщайн и Бутцбах, и на Анна фон Хандшухсхайм († 1464). Правнук е на Франк фон Кронберг († 1418/1424), байлиф на Хофхайм, и Гертруд фон Хатцфелд († сл. 1409).
Филип фон Кронберг е маршал на пфалцграф Филип фон Пфалц и купува през 1505 г. от него замък и селището Зауербург. През 1618 г. замъкът е наследен от род Брьомрер от Рюдесхайм и през 1668 г. е наследен от фрайхерен фон Метерних-Виннебург.
Филип фон Кронберг умира на 4 август 1510 г. и е погребан в църквата в Кронберг им Таунус.

## Фамилия
Филип фон Кронберг се жени за Катарина фон Бах († 17 декември 1525, погребана в Опенхайм), дъщеря на Бернхард фон Бах († ок. 1486), капитан на Нойщат, губернатор на Ортенберг, и Елизабет фон Урбах († сл. 1500). Те имат децата:
- Катарина фон Кронберг († 26 март 1563, погребана в църквата в Кронберг), омъжена пр. 23 януари 1509 г. за Каспар фон Кронберг († 8 септември 1520), син на Франк фон Кронберг († 1522) и Маргарета фон дер Лайен († сл. 1527)
- Анна фон Кронберг († 14 април 1551, погребана в планинската капела в Кронберг), омъжена 1511 г. за рицар Хартмут XII фон Кронберг († 7 август 1549), син на Йохан VII (IX) фон Кронберг, байлиф на Опенхайм и Хьохст († 1506) и Клара фон Хелмщат († 1525).